# Мулькатово
Мулькатово (баш. Мөлкәт) — деревня в Дуванском районе Республики Башкортостан Российской Федерации. Входит в состав Ариевского сельсовета.
В 1795 г. в ней было 19 дворов и 108 жителей, в 1816 г. — 11 и 78, в 1834 г. — 24 и 122, в 1859 г. — 10 и 128, в 1870 г. — 24 и 109. В 1920 г. зафиксировано 43 двора и 196 человек..
Протекает река Аньяк (Анзяк).
В 1816 г. взяты на учет сыновья основателя селения: 52-летний Абдюш (сыновья: Ишкузя, Ишбулды), 37-летний Валит и 36-летний Халит Мулькатовы .
Слилось с деревней Габдулзелилово (возникла вместе с Мулькатово в начале XIX века).

## География

### Географическое положение
Расстояние до:
- районного центра (Месягутово): 16 км,
- центра сельсовета (Ариево): 2 км,
- ближайшей ж/д станции (Сулея): 87 км.

## Население
| 2002 | 2010 |
| ---- | ---- |
| 212  | ↘207 |